# Гуараю
Гуараю («Guarayo», Guarayu, Gwarayú) — индейский язык, на котором говорят в муниципалитетах Ассенсьон-де-Гуарайос, Качуэла, Куруру, Момене, Нуэва-Херусален, Пуэрто-Нуфло-де-Чавес, Сальватьерра, Сан-Пабло, Сан-Хосе-Обреро, Санта-Мария, Сурукуси, Урубича, Черро-Гранде, Черро-Чико, Эль-Верано, Эль-Пуэнте, Ягуару-и-Йотау (северо-восточная территория реки Гуарайос) в Боливии.
Оригинальные названия гуара означает «воин» и ю «бледный» (жёлтый или белый), а «гуараю» означает «дикарь». По сравнению с другими народами гуарани, гуараю светлее в цвете, имеют поразительное сходство с другой группой гуарани, найденной в Парагвае, — аче.